# Tournoi de Chine de rugby à sept 2001
Navigation
2002
Le Tournoi de Chine de rugby à sept 2001 (anglais : China rugby sevens 2001) est la 6e étape la saison 2000-2001 du IRB Sevens World Series. Elle se déroule les 8 et 9 avril 2001 au Yuanshen Stadium à Shanghai, en Chine.
La victoire finale revient à l'équipe d'Australie, battant en finale l'équipe d'Afrique du Sud sur le score de 19 à 12.

## Équipes participantes
Seize équipes participent au tournoi :
- Afrique du Sud
- Angleterre
- Argentine
- Australie
- Canada
- Chine
- Corée du Sud
- Fidji
- Pays de Galles
- Hong Kong
- Japon
- Malaisie
- Nouvelle-Zélande
- Samoa
- Sri Lanka
- Taipei chinois

## Phase de poules

### Poule A
| Rang | Pays           | J | V | N | D | Pm  | Pe  | Diff | Pts |
| ---- | -------------- | - | - | - | - | --- | --- | ---- | --- |
| 1    | Afrique du Sud | 3 | 3 | 0 | 0 | 129 | 7   | +122 | 9   |
| 2    | Fidji          | 3 | 2 | 0 | 1 | 116 | 19  | +97  | 7   |
| 3    | Taipei chinois | 3 | 1 | 0 | 2 | 34  | 101 | -67  | 5   |
| 4    | Malaisie       | 3 | 0 | 0 | 3 | 7   | 159 | -152 | 3   |

|  | Afrique du Sud | 19 - 0 | Fidji | Yuanshen Stadium, Changhai |
|  |                |        |       | Yuanshen Stadium, Changhai |
|  |                |        |       | Yuanshen Stadium, Changhai |

|  | Taipei chinois | 27 - 7 | Malaisie | Yuanshen Stadium, Changhai |
|  |                |        |          | Yuanshen Stadium, Changhai |
|  |                |        |          | Yuanshen Stadium, Changhai |

|  | Afrique du Sud | 49 - 7 | Taipei chinois | Yuanshen Stadium, Changhai |
|  |                |        |                | Yuanshen Stadium, Changhai |
|  |                |        |                | Yuanshen Stadium, Changhai |

|  | Fidji | 71 - 0 | Malaisie | Yuanshen Stadium, Changhai |
|  |       |        |          | Yuanshen Stadium, Changhai |
|  |       |        |          | Yuanshen Stadium, Changhai |

|  | Afrique du Sud | 61 - 0 | Malaisie | Yuanshen Stadium, Changhai |
|  |                |        |          | Yuanshen Stadium, Changhai |
|  |                |        |          | Yuanshen Stadium, Changhai |

|  | Fidji | 45 - 0 | Taipei chinois | Yuanshen Stadium, Changhai |
|  |       |        |                | Yuanshen Stadium, Changhai |
|  |       |        |                | Yuanshen Stadium, Changhai |

### Poule B
| Rang | Pays           | J | V | N | D | Pm  | Pe  | Diff | Pts |
| ---- | -------------- | - | - | - | - | --- | --- | ---- | --- |
| 1    | Australie      | 3 | 3 | 0 | 0 | 164 | 7   | +157 | 9   |
| 2    | Angleterre     | 3 | 2 | 0 | 1 | 53  | 57  | -4   | 7   |
| 3    | Pays de Galles | 3 | 1 | 0 | 2 | 38  | 95  | -57  | 5   |
| 4    | Chine          | 3 | 0 | 0 | 3 | 28  | 124 | -96  | 3   |

|  | Australie | 43 - 0 | Angleterre | Yuanshen Stadium, Changhai |
|  |           |        |            | Yuanshen Stadium, Changhai |
|  |           |        |            | Yuanshen Stadium, Changhai |

|  | Pays de Galles | 31 - 14 | Chine | Yuanshen Stadium, Changhai |
|  |                |         |       | Yuanshen Stadium, Changhai |
|  |                |         |       | Yuanshen Stadium, Changhai |

|  | Angleterre | 29 - 0 | Pays de Galles | Yuanshen Stadium, Changhai |
|  |            |        |                | Yuanshen Stadium, Changhai |
|  |            |        |                | Yuanshen Stadium, Changhai |

|  | Australie | 69 - 0 | Chine | Yuanshen Stadium, Changhai |
|  |           |        |       | Yuanshen Stadium, Changhai |
|  |           |        |       | Yuanshen Stadium, Changhai |

|  | Angleterre | 24 - 14 | Chine | Yuanshen Stadium, Changhai |
|  |            |         |       | Yuanshen Stadium, Changhai |
|  |            |         |       | Yuanshen Stadium, Changhai |

|  | Australie | 52 - 7 | Pays de Galles | Yuanshen Stadium, Changhai |
|  |           |        |                | Yuanshen Stadium, Changhai |
|  |           |        |                | Yuanshen Stadium, Changhai |

### Poule C
| Rang | Pays             | J | V | N | D | Pm  | Pe  | Diff | Pts |
| ---- | ---------------- | - | - | - | - | --- | --- | ---- | --- |
| 1    | Nouvelle-Zélande | 3 | 3 | 0 | 0 | 147 | 5   | +142 | 9   |
| 2    | Argentine        | 3 | 2 | 0 | 1 | 74  | 43  | +31  | 7   |
| 3    | Japon            | 3 | 1 | 0 | 2 | 48  | 81  | -33  | 5   |
| 4    | Sri Lanka        | 3 | 0 | 0 | 3 | 5   | 145 | -140 | 3   |

|  | Nouvelle-Zélande | 38 - 0 | Argentine | Yuanshen Stadium, Changhai |
|  |                  |        |           | Yuanshen Stadium, Changhai |
|  |                  |        |           | Yuanshen Stadium, Changhai |

|  | Japon | 38 - 5 | Sri Lanka | Yuanshen Stadium, Changhai |
|  |       |        |           | Yuanshen Stadium, Changhai |
|  |       |        |           | Yuanshen Stadium, Changhai |

|  | Argentine | 40 - 5 | Japon | Yuanshen Stadium, Changhai |
|  |           |        |       | Yuanshen Stadium, Changhai |
|  |           |        |       | Yuanshen Stadium, Changhai |

|  | Nouvelle-Zélande | 73 - 0 | Sri Lanka | Yuanshen Stadium, Changhai |
|  |                  |        |           | Yuanshen Stadium, Changhai |
|  |                  |        |           | Yuanshen Stadium, Changhai |

|  | Argentine | 34 - 0 | Sri Lanka | Yuanshen Stadium, Changhai |
|  |           |        |           | Yuanshen Stadium, Changhai |
|  |           |        |           | Yuanshen Stadium, Changhai |

|  | Nouvelle-Zélande | 36 - 5 | Japon | Yuanshen Stadium, Changhai |
|  |                  |        |       | Yuanshen Stadium, Changhai |
|  |                  |        |       | Yuanshen Stadium, Changhai |

### Poule D
| Rang | Pays         | J | V | N | D | Pm | Pe  | Diff | Pts |
| ---- | ------------ | - | - | - | - | -- | --- | ---- | --- |
| 1    | Corée du Sud | 3 | 3 | 0 | 0 | 97 | 46  | +51  | 9   |
| 2    | Samoa        | 3 | 2 | 0 | 1 | 86 | 34  | +52  | 7   |
| 3    | Canada       | 3 | 1 | 0 | 2 | 49 | 64  | -15  | 5   |
| 4    | Hong Kong    | 3 | 0 | 0 | 3 | 19 | 107 | -88  | 3   |

|  | Samoa | 31 - 10 | Canada | Yuanshen Stadium, Changhai |
|  |       |         |        | Yuanshen Stadium, Changhai |
|  |       |         |        | Yuanshen Stadium, Changhai |

|  | Corée du Sud | 40 - 19 | Hong Kong | Yuanshen Stadium, Changhai |
|  |              |         |           | Yuanshen Stadium, Changhai |
|  |              |         |           | Yuanshen Stadium, Changhai |

|  | Corée du Sud | 33 - 10 | Canada | Yuanshen Stadium, Changhai |
|  |              |         |        | Yuanshen Stadium, Changhai |
|  |              |         |        | Yuanshen Stadium, Changhai |

|  | Samoa | 38 - 0 | Hong Kong | Yuanshen Stadium, Changhai |
|  |       |        |           | Yuanshen Stadium, Changhai |
|  |       |        |           | Yuanshen Stadium, Changhai |

|  | Canada | 29 - 0 | Hong Kong | Yuanshen Stadium, Changhai |
|  |        |        |           | Yuanshen Stadium, Changhai |
|  |        |        |           | Yuanshen Stadium, Changhai |

|  | Corée du Sud | 24 - 17 | Samoa | Yuanshen Stadium, Changhai |
|  |              |         |       | Yuanshen Stadium, Changhai |
|  |              |         |       | Yuanshen Stadium, Changhai |

## Phase finale
Résultats de la phase finale

### Tournois principaux

#### Cup
|  | Quarts de finale | Quarts de finale |                |    | Demi-finales | Demi-finales |  |  | Finale | Finale |
|  | Quarts de finale | Quarts de finale |                |    | Demi-finales | Demi-finales |  |  | Finale | Finale |
|  |                  |                  |                |    |              |              |  |  |        |        |
|  |                  |                  |                |    |              |              |  |  |        |        |
|  |                  |                  |                |    |              |              |  |  |        |        |
|  | Australie        | 5                |                |    |              |              |  |  |        |        |
|  | Australie        | 5                |                |    |              |              |  |  |        |        |
|  | Fidji            | 0                |                |    |              |              |  |  |        |        |
|  | Fidji            | 0                | Australie      | 19 |              |              |  |  |        |        |
|  |                  |                  | Australie      | 19 |              |              |  |  |        |        |
|  |                  | Nouvelle-Zélande | 7              |    |              |              |  |  |        |        |
|  | Nouvelle-Zélande | Nouvelle-Zélande | 7              | 19 |              |              |  |  |        |        |
|  | Nouvelle-Zélande |                  |                | 19 |              |              |  |  |        |        |
|  | Samoa            | 5                |                |    |              |              |  |  |        |        |
|  | Samoa            | 5                | Australie      | 19 |              |              |  |  |        |        |
|  |                  |                  | Australie      | 19 |              |              |  |  |        |        |
|  |                  | Afrique du Sud   | 12             |    |              |              |  |  |        |        |
|  | Afrique du Sud   | Afrique du Sud   | 12             | 24 |              |              |  |  |        |        |
|  | Afrique du Sud   |                  |                | 24 |              |              |  |  |        |        |
|  | Angleterre       | 7                |                |    |              |              |  |  |        |        |
|  | Angleterre       | 7                | Afrique du Sud | 40 |              |              |  |  |        |        |
|  |                  |                  | Afrique du Sud | 40 |              |              |  |  |        |        |
|  |                  | Corée du Sud     | 10             |    |              |              |  |  |        |        |
|  | Corée du Sud     | Corée du Sud     | 10             | 26 |              |              |  |  |        |        |
|  | Corée du Sud     |                  |                | 26 |              |              |  |  |        |        |
|  | Argentine        | 7                |                |    |              |              |  |  |        |        |
|  | Argentine        | 7                |                |    |              |              |  |  |        |        |

#### Bowl
|  | Quarts de finale | Quarts de finale |                |    | Demi-finales | Demi-finales |  |  | Finale | Finale |
|  | Quarts de finale | Quarts de finale |                |    | Demi-finales | Demi-finales |  |  | Finale | Finale |
|  |                  |                  |                |    |              |              |  |  |        |        |
|  |                  |                  |                |    |              |              |  |  |        |        |
|  |                  |                  |                |    |              |              |  |  |        |        |
|  | Canada           | 47               |                |    |              |              |  |  |        |        |
|  | Canada           | 47               |                |    |              |              |  |  |        |        |
|  | Sri Lanka        | 0                |                |    |              |              |  |  |        |        |
|  | Sri Lanka        | 0                | Canada         | 22 |              |              |  |  |        |        |
|  |                  |                  | Canada         | 22 |              |              |  |  |        |        |
|  |                  | Chine            | 0              |    |              |              |  |  |        |        |
|  | Chine            | Chine            | 0              | 14 |              |              |  |  |        |        |
|  | Chine            |                  |                | 14 |              |              |  |  |        |        |
|  | Taipei chinois   | 5                |                |    |              |              |  |  |        |        |
|  | Taipei chinois   | 5                | Canada         | 32 |              |              |  |  |        |        |
|  |                  |                  | Canada         | 32 |              |              |  |  |        |        |
|  |                  | Pays de Galles   | 19             |    |              |              |  |  |        |        |
|  | Pays de Galles   | Pays de Galles   | 19             | 21 |              |              |  |  |        |        |
|  | Pays de Galles   |                  |                | 21 |              |              |  |  |        |        |
|  | Malaisie         | 0                |                |    |              |              |  |  |        |        |
|  | Malaisie         | 0                | Pays de Galles | 21 |              |              |  |  |        |        |
|  |                  |                  | Pays de Galles | 21 |              |              |  |  |        |        |
|  |                  | Hong Kong        | 7              |    |              |              |  |  |        |        |
|  | Hong Kong        | Hong Kong        | 7              | 20 |              |              |  |  |        |        |
|  | Hong Kong        |                  |                | 20 |              |              |  |  |        |        |
|  | Japon            | 14               |                |    |              |              |  |  |        |        |
|  | Japon            | 14               |                |    |              |              |  |  |        |        |

### Matchs de classement

#### Plate
|  | Demi-finales | Demi-finales |       |    | Finale | Finale |
|  | Demi-finales | Demi-finales |       |    | Finale | Finale |
|  |              |              |       |    |        |        |
|  |              |              |       |    |        |        |
|  |              |              |       |    |        |        |
|  | Fidji        | 31           |       |    |        |        |
|  | Fidji        | 31           |       |    |        |        |
|  | Samoa        | 12           |       |    |        |        |
|  | Samoa        | 12           | Fidji | 45 |        |        |
|  |              |              | Fidji | 45 |        |        |
|  |              | Angleterre   | 14    |    |        |        |
|  | Angleterre   | Angleterre   | 14    | 19 |        |        |
|  | Angleterre   |              |       | 19 |        |        |
|  | Argentine    | 17           |       |    |        |        |
|  | Argentine    | 17           |       |    |        |        |

## Bilan
Statistiques sportives
- Meilleur marqueur du tournoi :
- Meilleur réalisateur du tournoi :

Affluences